# الشيوخ (إدلب)
الشيوخ قرية سورية تتبع ناحية سلقين في منطقة حارم في محافظة إدلب. بلغ عدد سكانها 331 نسمة في عام 2004 حسب إحصاء المكتب المركزي للإحصاء.